# Mary A. Whalen
Pour les articles homonymes, voir Whalen.
 (novembre 2021).
Mary A. Whalen, connu sous le nom de S.T. Kiddoo de 1938 à 1958, est un pétrolier historique situé dans le quartier de Red Hook à Brooklyn, New York.
Il abrite l'association à but non lucratif PortSide NewYork, et le groupe gère des programmes à son bord. Il a été construit en 1938 par la John J. Mathis Company, de Camden dans le New Jersey, et mesure 52,42 m de long. C'est un rare exemple survivant d'un « Bell Boat », un navire contrôlé depuis la salle des machines avec des signaux télégraphiques envoyés depuis le pont. Le pétrolier a expédié divers produits pétroliers le long de la côte est et était au centre de l'United States v. Reliable Transfer Co., une décision cruciale de la Cour suprême en 1975 en droit maritime après son échouage à Rockaway Inlet (en) en 1968. Il fut en service actif jusqu'en 1994.
Il a été inscrit au registre national des lieux historiques le 3 octobre 2012.

## Galerie
|  |
|  |

|  |
|  |